# Антипатрида
Антипатри́да (греч. Ἀντιπατρίς) — древний город, построенный Иродом Великим и названный в честь его отца Антипатра Идумеянина. Он лежал между Кесарией Приморской и Лиддой, на римской дороге из Кесарии в Иерусалим.
Основан в 35 году до н. э. на месте библейского Афека, название которого происходит от ивритского слова «поток».
В настоящее время территория Антипатриды включена в национальный парк Яркон.

## Географическое положение
Крепость расположена у истока реки Яркон, в долине Шарон, там где она переходит в западные склоны Иудейских гор, у шоссе № 483 (Петах-Тиква — Рош-Аин; от Иерусалима — 60 км, Тель-Авива — 15 км, Петах-Тиква — 3 км, Рош ха-Аин — 1 км).

## История
Ещё египтяне неоднократно завоёвывали этот город, как явствует из списков городов, взятых ими. Название города много раз встречается в клинописных надписях ассирийцев.
В Библии Афек числится в списке городов, покорённых Иисусом Навином. Через древний Афек лежал путь на Силом в Самарии, где долгие годы был духовный центр колен Израилевых перед тем, как евреи завоевали Иерусалим. В окрестностях Афека во времена Судей произошло сражение с филистимлянами (1066 г. до н. э.), описанное в Библии:

И выступили Израильтяне против Филистимлян на войну и расположились станом при Авен-Езере, а Филистимляне расположились при Афеке. <…> И произошла битва, и были поражены Израильтяне Филистимлянами, <…> и пало Израильтян тридцать тысяч пеших. И ковчег Божий был взят <…>
— 1Цар. 4:1,2, 10,11
Местонахождение библейского Авен-Езера, по одной версии — рядом с Антипатридой, у современной деревни Кафр-Касем, по другой — в месте, известном как Избет-Сарта.
Во время победоносных завоеваний Александра Македонского в Афеке произошла его встреча с Шим’оном ха-Цадиком (Симоном Праведником), иерусалимским первосвященником.
В греческую эпоху место стало называться Пегай, под этим названием город появляется в папирусах Зенона и летописях Хасмонеев.
В 35 г до н. э. на месте древнего Афека царь Ирод основал поселение, которое назвал в честь своего отца — Антипатрида. С тех пор за Афеком осталось название Антипатрида. Под этим названием город упоминается и в Деяниях апостолов: «Итак воины, по [данному] им приказанию, взяв Павла, повели ночью в Антипатриду» (Деян. 23:31). Тогда город и стал для христиан местом паломничества. Во время Иудейской войны евреи укрепились в крепости Антипатрида.
Иосиф Флавий описывает взятие Антипатриды: «Еще до того, как дело дошло до боя, евреи в страхе разбежались, оставив лагерь наступающим, которые и сожгли его вместе с соседними деревнями». После падения Иерусалима евреи вновь поселяются в Антипатриде.
В эпоху крестоносцев здесь находилась крепость, названная Крепостью тихих источников.
Во времена мамлюков один из султанов построил здесь постоялый двор.
Позже на месте древнего города выросла арабская деревня. Её назвали Мигдал-Цедек (башня Цедека) по имени арабского шейха, который пришёл сюда с гор Самарии.
В начале XX в. на склонах гор против деревни евреи купили каменоломню. Здесь они жгли известь для строительства Тель-Авива и окрестных поселений. Под грохот каменоломни члены еврейской подпольной организации обучались обращению со взрывчаткой. Во время арабского восстания 1936-39 гг. арабы захватили карьер и разрушили все вокруг. Деревня Мигдал-Цедек и её окрестности превратились в базу для арабских вооруженных отрядов, а позже, во время Арабо-израильской войны 1948 года, — и для солдат иракской армии. Евреи отбросили арабов после тяжелых боев. Памятник еврейским солдатам, павшим в этих местах в 1948 г., установлен недалеко от шоссе.

## Древний город

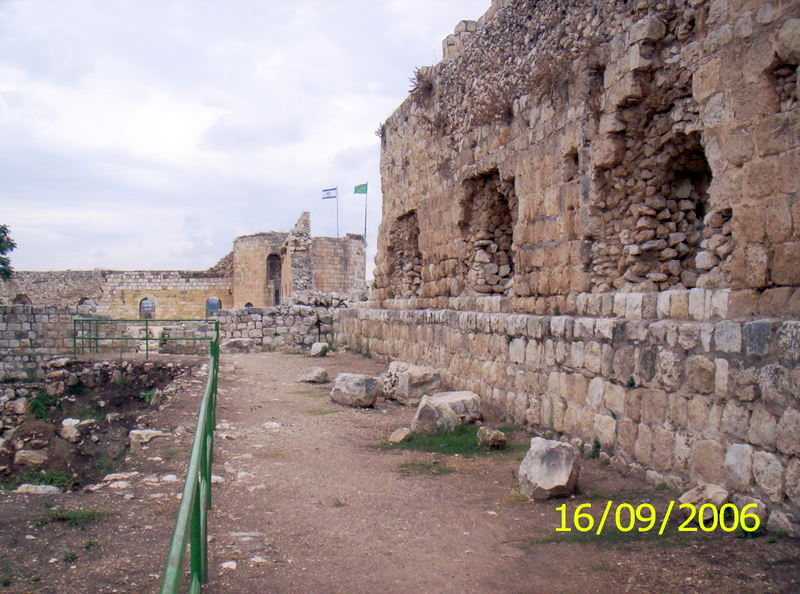
Рош-Аин / Крепость Антипатрис

Во время раскопок было обнаружено, что арабы использовали древние камни для постройки своей деревни. На косяке одной из дверей арабского дома найдена надпись V в. по-гречески: «Великомученик святой Керик». Согласно христианским преданиям, Керик был трехлетним мальчиком, которого римляне убили вместе с его матерью в IV в.
От древней Антипатриды осталась крепость, в которой укрепились евреи во время Иудейской войны. В средние века крестоносцы захватили её и расширили. Позднее арабы устроили в ней постоялый двор. Во времена правления турок крепость стали разбирать, так как камни подходили для прокладки железнодорожной колеи. При англичанах вновь использовали камни крепости как строительный материал.
Рядом с крепостью в наши дни вырос новый еврейский город Рош ха-Аин («Начало истока»). Здесь находятся истоки реки Яркон. На их берегах стоит водонапорная станция, перекачивающая воду Яркона через трубопровод на юг, до самого Негева.

## Водопровод
- В 1936 г. отсюда был проложен водовод длиной 65 км в Иерусалим
- 1955-м — водопровод Яркон — Негев
- 1964-м эти водоводы включены в общенациональную водную систему.